# SpongeBob SquarePants: The Patrick Star Game
SpongeBob SquarePants: The Patrick Star Game (em português - Bob Esponja: O Jogo do Patrick) é um jogo de plataforma lançado em 2024, desenvolvido pela PHL Collective e publicado pela Outright Games, centrado no personagem Patrick Estrela, da série Bob Esponja Calça Quadrada. O jogo foi lançado em 4 de outubro de 2024 para Nintendo Switch, PlayStation 4, PlayStation 5, Xbox One, Xbox Series X/S e Windows.

## Jogabilidade
The Patrick Star Game é um jogo sandbox em terceira pessoa com física interativa, onde os jogadores podem interagir com quase tudo no mundo da Fenda do Biquíni. É possível pegar martelos, destruir construções, usar sopradores de algas para sugar itens ou habitantes da Fenda do Biquíni e lançá-los em alvos, além de usar ímãs gigantes para mover objetos pesados. Os jogadores podem completar tarefas para ganhar dólares de areia e desbloquear fantasias. O jogo também apresenta minijogos e missões, que recompensam os jogadores com dólares de areia.

## Desenvolvimento
A desenvolvedora PHL Collective está sediada na Filadélfia. A Outright Games anunciou o jogo em agosto de 2024, junto com um trailer.

## Lançamento
The Patrick Star Game foi lançado para Nintendo Switch, PlayStation 4, PlayStation 5, Xbox One, Xbox Series X/S e Windows em 4 de outubro de 2024.

## Recepção
A IGN deu ao jogo a nota 5/10, chamando-o de "uma simples aventura baseada em física que não tem o coração necessário para causar impacto". A versão para Microsoft Windows recebeu nota 65, a do Xbox Series X/S e 66, e a do PlayStation 5 e 67, no Metacritic, indicando críticas "mistas ou medianas".
Daniel Waite, do site Movies Games and Tech, fez uma análise positiva, dando nota 8/10. Ele escreveu: "O valor de rejogabilidade e a longevidade estão em alta. Há muitos potes de maionese para coletar e várias missões para completar. Além disso, você pode refazer missões ou explorar a Fenda do Biquíni no seu próprio ritmo. De qualquer forma, há muito o que ver e fazer neste jogo amigável para crianças."